# Хаскинд, Макс Данилович
Макс Данилович Хаскинд — советский учёный в области гидродинамики, качки судов, теории волн, теоретической физики, доктор физико-математических наук, профессор, лауреат премии имени А. Н. Крылова.
Родился 3 марта 1913 года в местечке Новый Буг в Херсонской губернии (ныне город в Николаевской области) в семье рабочего хлебопекарни.
Окончил сельскую семилетнюю школу (1929), ФЗУ (1931, какое-то время работал литейщиком-формовщиком на николаевском заводе «Плуг и молот»), рабфак и с отличием — физико-математический факультет Одесского государственного университета (1937).
Преподавал гидродинамику в Николаевском кораблестроительном институте (ассистент кафедры теоретической механики).
Вёл научные исследования в области теории качки корабля на волнении. Усовершенствовал теорию качки, разработанную А. Н. Крыловым. Развил положения теории глиссирования, изучал нестационарные движения тел в жидкости.
В 1943−1950 годах работал в Центральном аэрогидродинамическом институте имени профессора Н. Е. Жуковского (ЦАГИ): старший инженер, начальник научной группы, начальник отдела. В феврале 1944 года защитил кандидатскую диссертацию. Уволился из ЦАГИ после начала борьбы с космополитизмом.
С 1950 года — доцент, с 1951 года — заведующий кафедрой физики Одесского электротехнического института. С 1958 г. одновременно зав. кафедрой технической электродинамики и антенн Одесского института инженеров связи (читал курсы лекций по физике и в других вузах - технологическом институте консервной промышленности, гидрометеорологическом институте). Доктор физико-математических наук (1954, тема диссертации «Гидродинамика качки судов»).
Автор научных работ, связанных с теорией волн и волнового сопротивления. Автор формулы Хаскинда для коэффициента сопротивления судна без хода при вертикальной качке (которая дает возможность определить возмущающие силы при помощи потенциалов набегающих волн и так называемых радиационных потенциалов т.е. потенциалов скоростей вызванных чисто вынужденной качкой на тихой воде). Соавтор метода слабо возмущенных течений Гуревича — Хаскинда (Гуревич М. И., Хаскинд М. Д. Струйное обтекание контура, совершающего малые колебания. ПММ, 1953 , т . 17 , вып . 5 , с . 599—603).
Член Акустической комиссии АН СССР (секции дифракции волн).
Умер 17 мая 1963 года в Одессе после продолжительной и тяжелой болезни.
Лауреат премии имени А. Н. Крылова 1-й степени 1963 года.
Сочинения:
- Методы гидродинамики в проблемах мореходности корабля на волнении / М. Д. Хаскинд. — [Москва] : Бюро новой техники, 1947. — 75 с., включ. 1 с. обл., без тит. л. : граф. ; 29 см. — (Труды ЦАГИ / М-во авиац. пром-ти СССР. Центр. аэрогидродинам. ин-т им. проф. Н. Е. Жуковского ; № 603).
- Экспериментальные методы определения гидродинамических параметров качки / М. Д. Хаскинд, И. С. Риман. — [Москва] : Бюро новой техники, 1947. — 22 с., включ. 2 с. обл. : ил. ; 28 см. — (Труды ЦАГИ / М-во авиац. пром-ти СССР. Центр. аэрогидродинам. ин-т им. проф. Н. Е. Жуковского ; № 608).
- Гидродинамическая теория качки корабля [Текст] / М. Д. Хаскинд. — Москва : Наука, 1973. — 327 с. : ил. ; 22 см.